# 하계열
하계열(河桂烈, 1945년 11월 2일~)은 대한민국의 정치인, 기업인이다. 제24·25·28·29·30대 부산 부산진구청장 지냈다. 경상남도 거제시 출생이다. 종교는 천주교이며, 세례명은 베네딕토이다.

## 학력
- 남부민초등학교
- 부산중학교(1958. 3.~1961. 2.)
- 부산고등학교(1961. 3.~1964. 2.)
- 동아대학교 법학과(1970년~1974년)
- 고려대학교 국어국문학과(1964년~1965년)
- 동아대학교 정책과학대학원 지방자치행정과(1999년~2001년)
- 해병대 만기제대(월남전 참전)

## 경력
- 부산시청 근무(1969년~1973년)
- 부산 중구청 총무과 근무(1970년)
- 부산시청 내무국 인사과 근무(1971년)
- 내무부 지방행정국 근무(1973년)
- 대통령 비서실 근무(1985년~1993년, 사정, 지방행정)
- 경남 합천군수(1990년 6월~1991년 10월)
- 경남 김해군수(1991년~1994년)
- 부산시청 감사실장(1994년)
- 제24대 부산 부산진구청장(1994년 10월~1995년 3월, 관선)
- 제25대 부산 부산진구청장[1995년 7월~1998년 6월(민선 초대, 신한국당)]
- 1998.05 한나라당 탈당
- 대한민국 팔각회 부총재(사립,2 001년 1월~)
- 한나라당 부산진구 갑지구당 부위원장
- 한나라당 중앙상임위원 역임
- 주식회사 GK해상도로 대표이사(2003년, 부산~거제간 연결도로 건설))
- 2006년 7월~2014년 6월: 제28~29대 부산 부산진구청장(재선, 한나라당)
- 한나라당 부산시당 부위원장
- 전국시장.군수.구청장 협의회장
- 2014년 7월~2018년 6월: 제30대 부산 부산진구청장(3선, 새누리당)
- 2021년 10월~2021년 11월: 국민의힘 윤석열 제20대 대통령 선거 예비후보 국민캠프 지역본부 권역별 선거대책위원회 부산광역시 선거대책위원회 공동선거대책위원장

## 수상
- 새마을포장
- 녹조근정훈장
- 대통령표창(3회)

## 저서
- 바다를 두려워하라

## 역대 선거 결과
|  | 57.50% |

|  | 47.50% |

|  | 47.60% |

|  | 40.75% |

|  | 70.30% |

|  | 59.02% |

|  | 61.97% |

| 전임 노재은 | 제30대 경상남도 합천군수(관선) 1990년 6월~1991년 10월 | 후임 김한배 |

| 전임 양종수 | 제24대 부산광역시 부산진구청장(관선) 1994년 10월 29일~1995년 3월 28일 | 후임 하계열 |

| 전임 하계열 | 제25대 부산광역시 부산진구청장(민선) 1995년 7월 1일~1998년 6월 30일 | 후임 안영일 |

| 전임 안영일 | 제28·29·30대 부산광역시 부산진구청장(민선) 2006년 7월 1일~2018년 6월 30일 | 후임 서은숙 |